# Andesgrondspecht
De Andesgrondspecht (Colaptes rupicola) is een vogel uit de familie Picidae (spechten).

## Verspreiding en leefgebied
Deze soort komt voor van zuidelijk Ecuador tot noordwestelijk Argentinië en telt drie ondersoorten:
- C. r. cinereicapillus: zuidelijk Ecuador en noordelijk Peru.
- C. r. puna: centraal en zuidelijk Peru.
- C. r. rupicola: Bolivia, noordelijk Chili en noordwestelijk Argentinië.

## Status
De grootte van de populatie is niet gekwantificeerd maar de soort wordt omschreven als tamelijk algemeen. Op de Rode lijst van de IUCN heeft deze soort de status niet bedreigd.